# Alfonso Canti
Alfonso Canti (Sampierdarena, 21 luglio 1920 – 4 giugno 1996) è stato un sollevatore italiano.

## Biografia
Nato nel 1920 a Sampierdarena, Genova, gareggiava nella classe di peso dei pesi leggeri (67.5 kg).
A 31 anni ha partecipato ai Giochi olimpici di Helsinki 1952, nei pesi leggeri, chiudendo 10º con 320 kg totali alzati, dei quali 97.5 nella distensione lenta, 100 nello strappo e 122.5 nello slancio.